# هيشوميات
هيشوميات (الاسم العلمي: Lepidodendrales) مجموعة نباتات متحجرة قريبة الشبه بالخدريات. أجناسها وأنواعها متوسطة العدد جميعها من نبوت الديفونية والكربوني. تميزت هذه النباتات بضخامة سوقها المستطيلة إذ كان قطرها يراوح من 80 إلى 120 سم. وارتفاعها أكثر من ثلاثين متر.

## معرض صور

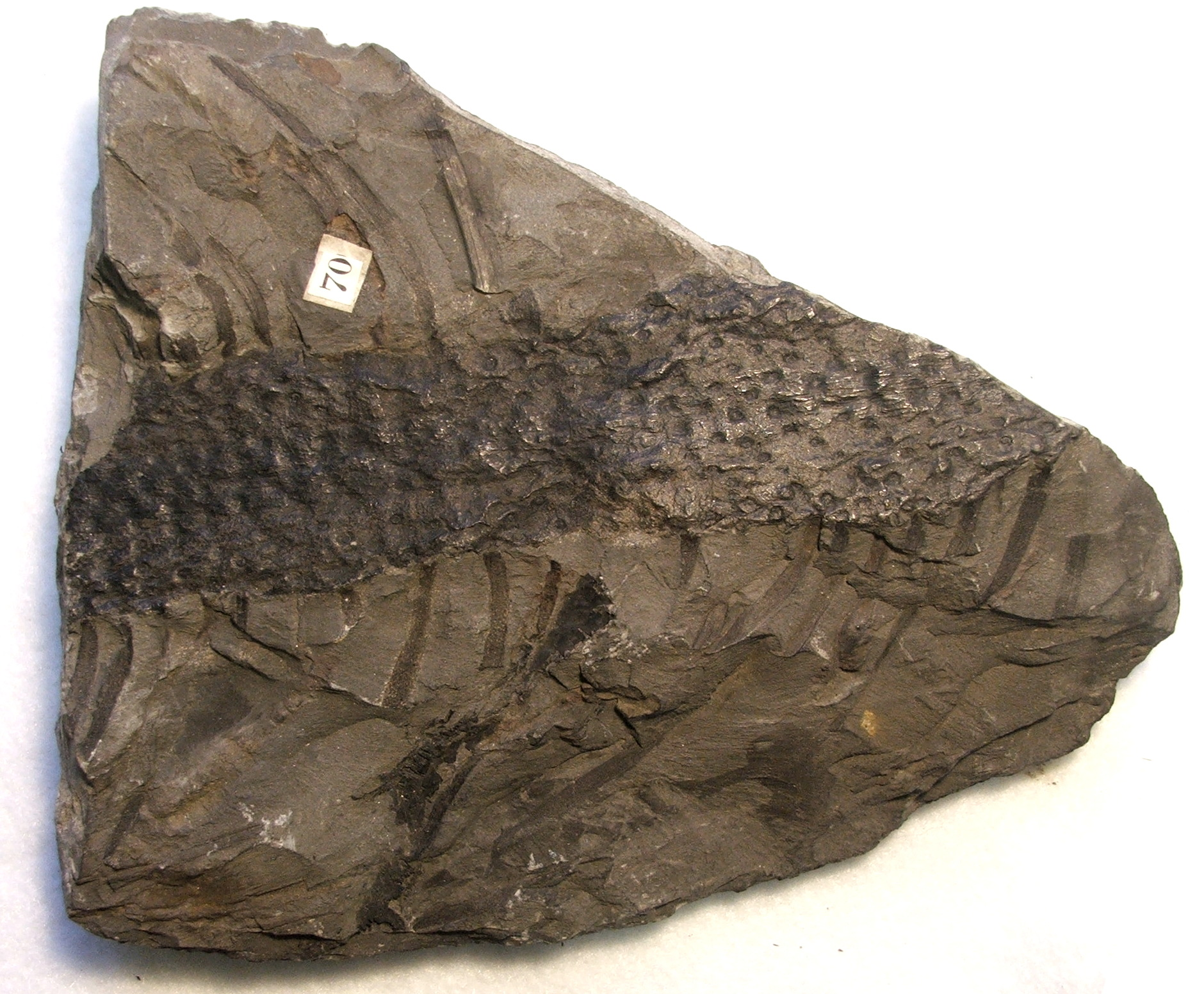
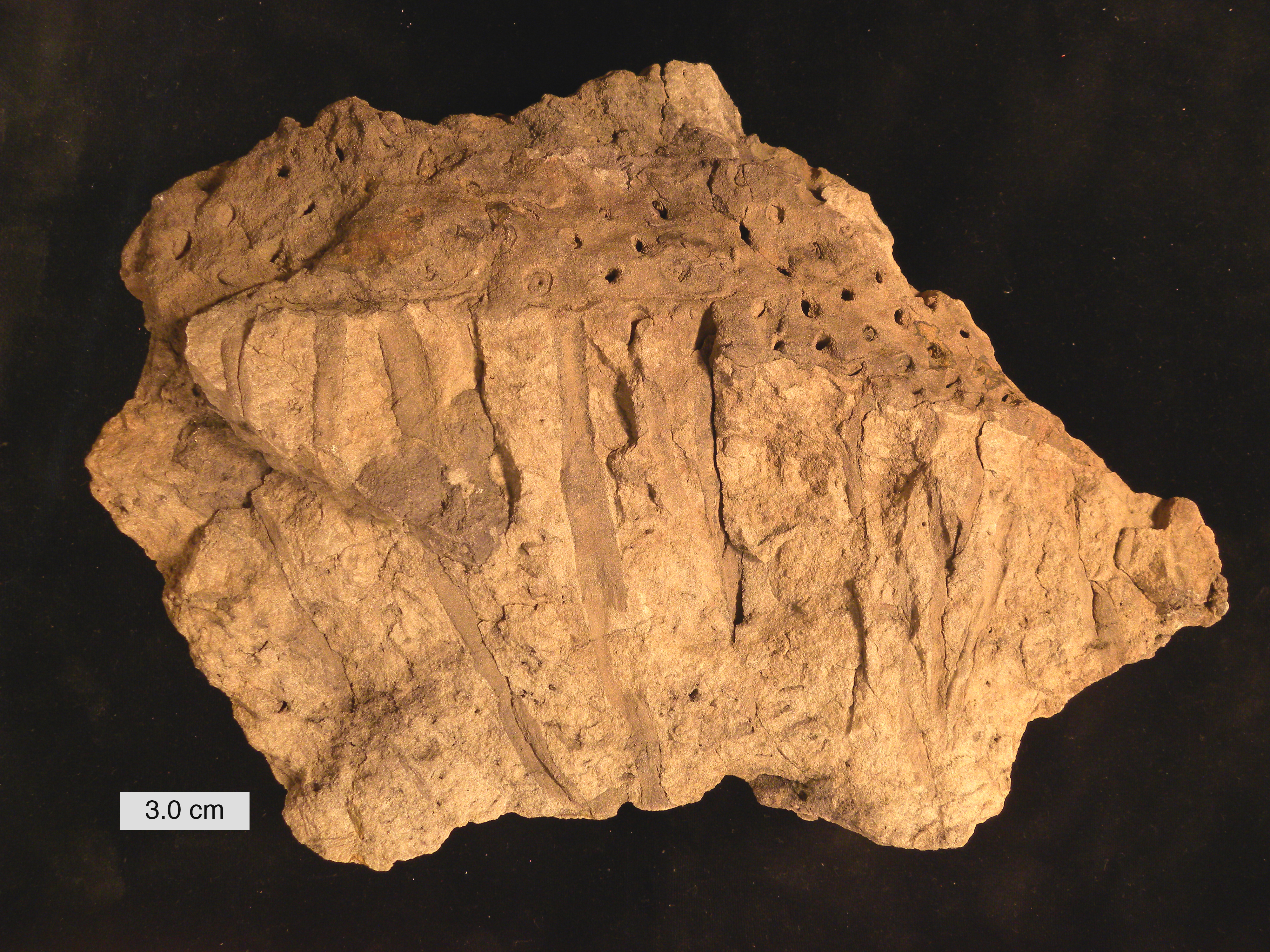
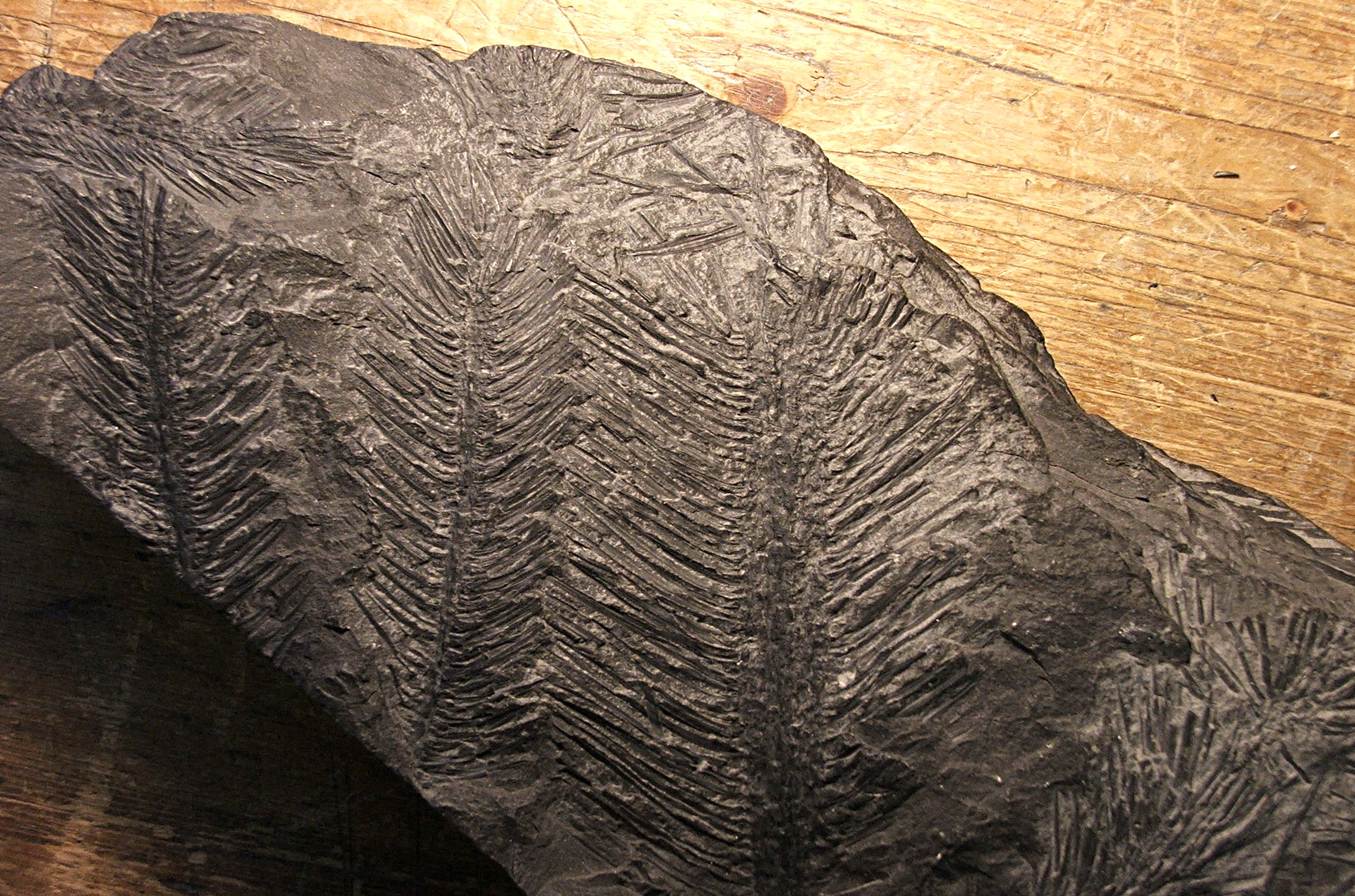
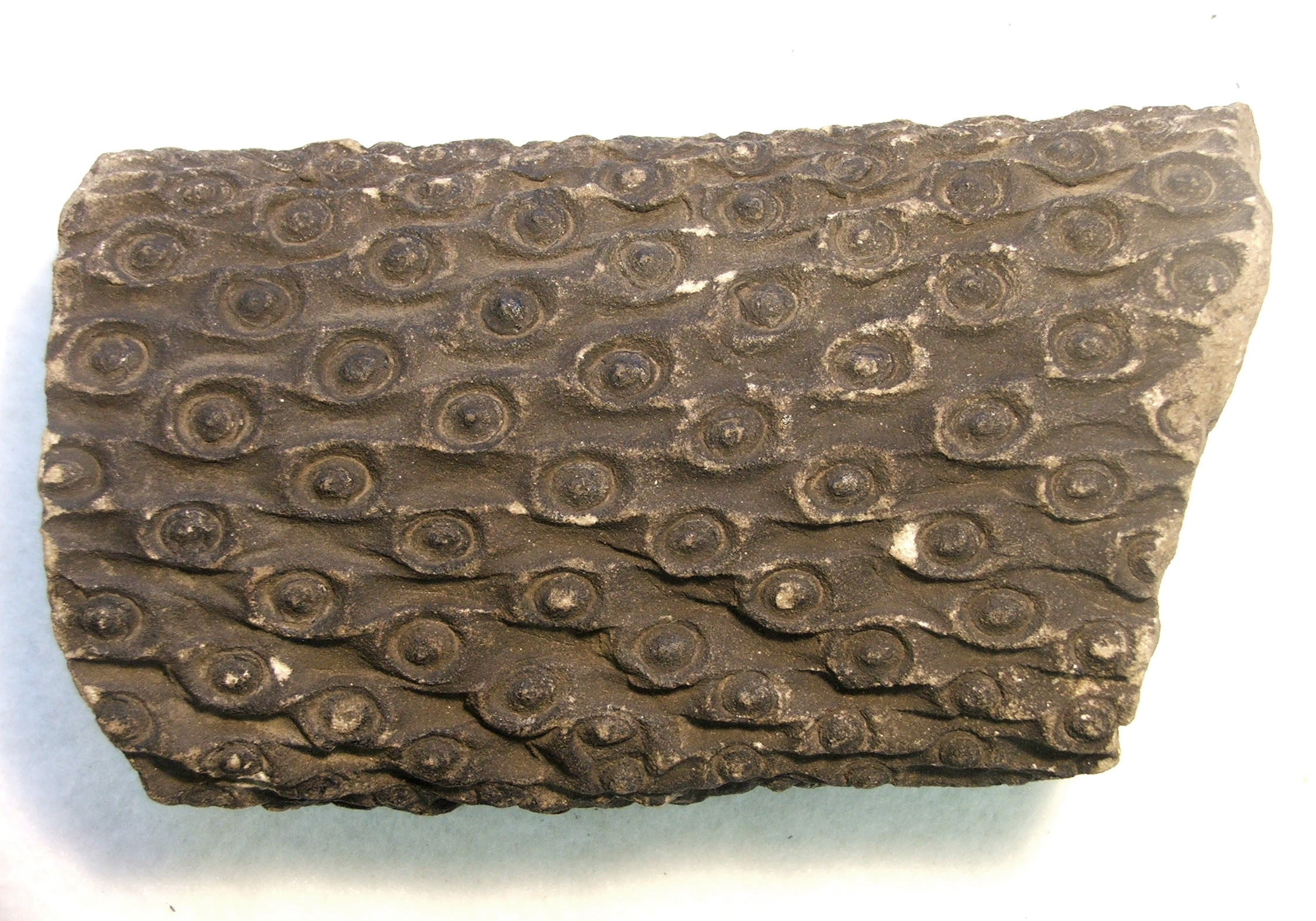